# Jeannie Gunn
Jeannie Gunn (5 juin 1870 - 9 juin 1961) est un écrivain, enseignant et bénévole des retraités de l'armée australienne (Returned and Services League of Australia (RSL).

## Biographie
Jeannie Gunn est née à Melbourne, la dernière des cinq enfants de Thomas Taylor Johnstone, un pasteur baptiste qui s'est lancé dans les affaires et a ensuite travaillé au journal The Argus à Melbourne. Après ses études à l'Université de Melbourne, elle travaille comme professeur itinérant. En 1901, elle épouse l'explorateur, fermier et journaliste Aeneas James Gunn membre de l'Église presbytérienne. Ensemble, ils s'installent à Darwin (qui s'appelait alors Palmerston) puis dans une station à Mataranka dans la périphérie de Darwin. Son mari décède au début de 1903 et Gunn retourne vivre à Melbourne. 
À Melbourne, encouragée par des amis, Jeannie Gunn commence à écrire les livres pour lesquels elle allait devenir célèbre, The Little Black Princess: a True Tale of life in the Never-Never Land publié en 1905 et révisé en 1909, chronique de l'enfance d'un Aborigène australien nommé Bett-Bett. Deuxième livre de Gunn, We of the Never Never (1908), est qualifié de roman, mais est en fait un récit de la vie de son temps dans le Territoire du Nord avec seulement les noms des personnes qui ont été changés pour masquer leur identité. We of the Never Never a été vendu à plus de 300 000 exemplaires en trente ans et a été traduit en allemand dans les années 1920. En 1931, son auteur a été élu le troisième romancier le plus populaire d'Australie après Marcus Clarke et Rolf Boldrewood lors d'un sondage réalisé par The Herald (Melbourne). En 1990, plus d'un million d'exemplaires de son livre ont été vendus. 
Pendant la Première Guerre mondiale, Gunn s'est engagée dans le travail social pour les militaires australiens à l'étranger. À la fin du conflit, elle a commencé à faire campagne pour le bien-être des anciens militaires en liaison avec les ministères concernés et dirigé la RSL de Monbulk à Melbourne, assistant à tous les évènements organisés pendant plus de deux décennies. 
Jeannie Gunn est morte à Melbourne en 1961. Les mémoires de son travail avec la RSL, My Boys: A book of remembrance, ont été publiées en 2000.